# فرانك إم. وارن سينيور
فرانك إم. وارن سينيور (بالإنجليزية: Frank M. Warren, Sr.)‏ هو لاعب كرة قاعدة وشخصية أعمال أمريكي، ولد في 10 مايو 1848 في إلسورث في الولايات المتحدة، وتوفي في 15 أبريل 1912 في المحيط الأطلسي الشمالي.